# Odlum Brown Vancouver Open 2008
L'Odlum Brown Vancouver Open 2008 è stato un torneo di tennis facente parte della categoria ATP Challenger Series nell'ambito dell'ATP Challenger Series 2008. Il torneo si è giocato a Vancouver in Canada dal 28 luglio al 3 agosto 2008 su campi in cemento e aveva un montepremi di $100 000.

## Vincitori

### Singolare
Dudi Sela ha battuto in finale  Kevin Kim con il punteggio di 6–3, 6–0.

### Doppio
Eric Butorac /  Travis Parrott hanno battuto in finale  Rik De Voest /  Ashley Fisher con il punteggio di 6–4, 7–6(3).